# Trimont (Minnesota)
Trimont es una ciudad ubicada en el condado de Martin en el estado estadounidense de Minnesota. En el Censo de 2010 tenía una población de 747 habitantes y una densidad poblacional de 391,87 personas por km².

## Geografía
Trimont se encuentra ubicada en las coordenadas 43°45′40″N 94°42′57″O / 43.76111, -94.71583. Según la Oficina del Censo de los Estados Unidos, Trimont tiene una superficie total de 1.91 km², de la cual 1.91 km² corresponden a tierra firme y (0%) 0 km² es agua.

## Demografía
Según el censo de 2010, había 747 personas residiendo en Trimont. La densidad de población era de 391,87 hab./km². De los 747 habitantes, Trimont estaba compuesto por el 97.86% blancos, el 0.13% eran afroamericanos, el 0.27% eran amerindios, el 0.27% eran asiáticos, el 0% eran isleños del Pacífico, el 0.8% eran de otras razas y el 0.67% pertenecían a dos o más razas. Del total de la población el 0.8% eran hispanos o latinos de cualquier raza.